# 세르게이 다리킨

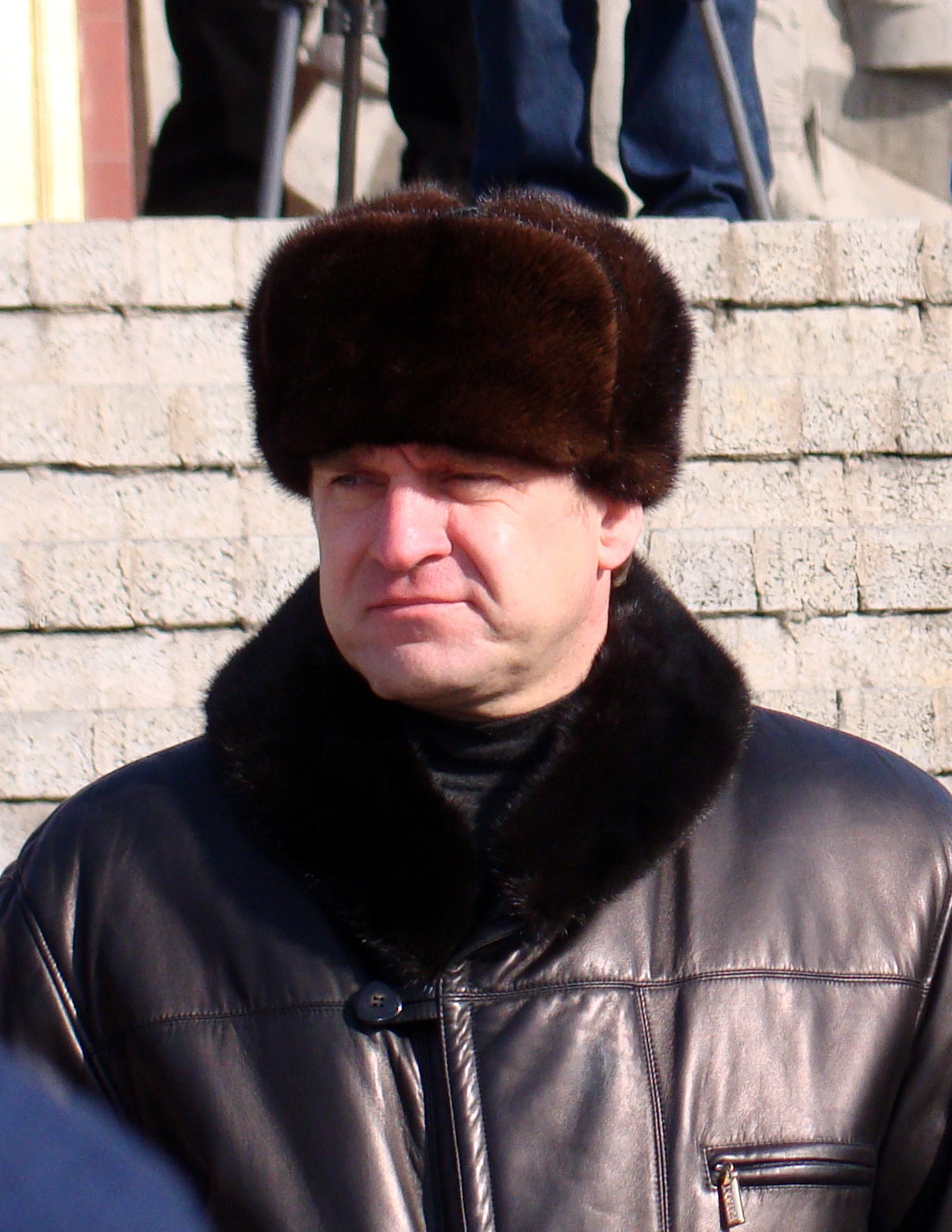
세르게이 다리킨

세르게이 미하일로비치 다리킨(러시아어: Серге́й Миха́йлович Да́рькин, 1963년 12월 9일 ~ )은 러시아, 프리모르스키 지방의 지사이다. 1963년 12월 9일, 볼쇼이카멘에서 태어났으며, 1999년 태평양국립경제대학교에서 금융 및 신용학 학위를 취득하였다.